# Tortella humilis
Tortella humilis là một loài Rêu trong họ Pottiaceae. Loài này được (Hedw.) Jenn. miêu tả khoa học đầu tiên năm 1913.